# جیمز اوهایو پاتی

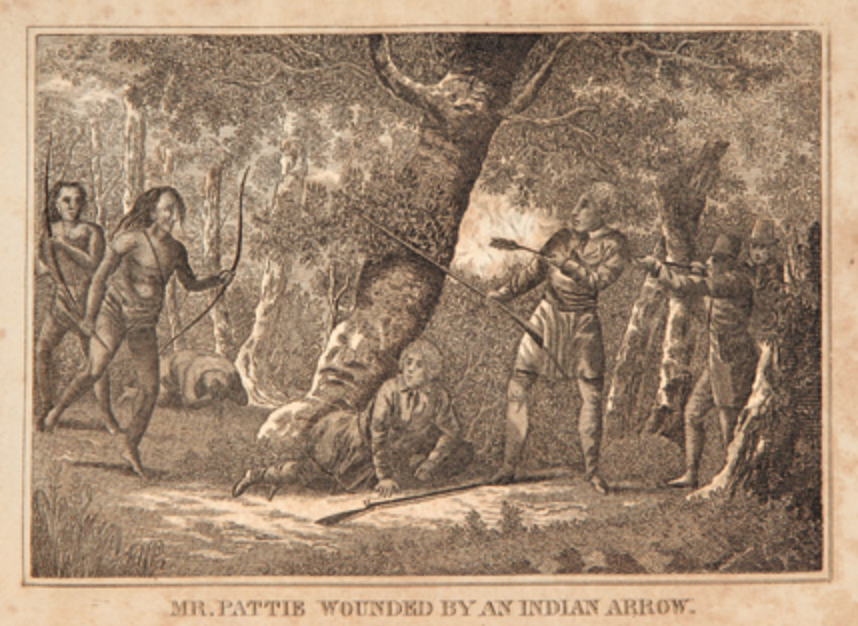
پاتی توسط پیکان هندی در ۱۸۲۷ میلادی مجروح شد، برگرفتنه از خود زندگی‌نامه او.

جیمز اوهایو پاتی (James Ohio Pattie) (حدود ۱۸۰۴ میلادی – حدود ۱۸۵۰ میلادی)، مرد کوهستان و نویسنده آمریکایی اهل کنتاکی بود. در میان سال‌های ۱۸۲۴ – ۱۸۳۰ میلادی، پاتی در یک سری تجارت خز و سفرهای اکتشافاتی و تجارتی شرکت نموده و به مناطق غرب و جنوب غرب آمریکا تا مناطق شمالی و مرکزی مکزیک امروزی سفر کرد.
در ۱۸۳۱ میلادی، پاتی با روزنامه‌نگار اهل کنتاکی به‌نام تیموتی فلینت همکاری نموده و داستان سفرهای خود را تحت عنوان روایت شخصی جیمز او پاتی اهل کنتاکی منتشر کرد. «روایت شخصی» به‌خاطر ارایه مشخصات روشن در مورد مناطق جنوب غرب مورد تحسین مورخین قرار گرفته اما راستی یادداشت‌های پاتی مورد مناقشه است. اگرچه ماهیت کلی رویدادهای توصیف‌شده به‌طور گسترده مورد پذیرش قرار دارد، اما احتمالاً پاتی نقش خود در این چنین رویدادها را بیشتر تزیین کرده‌است.

## سفرهای اکتشافی

### ۱۸۲۴ – ۱۸۲۶ میلادی: رودهای میزوری و هیلا
پاتی و پدرش، سیلوستر در ژوئن ۱۸۲۴ از سنت لوئیس حرکت نموده و در امتداد رود میزوری سفر نمودند تا با اقوام بومی هندی به تجارت بپردازند. هنگام رسیدن به یک پایگاه نظامی در کونسیل بلوفس در منطقه امروزی آیووا، به پاتی گفته شد که آنها نمی‌توانند بدون مجوز به سفر خود ادامه دهند. به‌جای برگشتن به سنت لوئیس، پدر پاتی تصمیم گرفت تا به کاروان اسب‌های بارکش که توسط سیلوستر پراتی رهبری می‌گردید، بپیوندند. بنابر سابقه نظامی که پدر پاتی داشت، از او دعوت گردید تا رهبری گروه که متشکل از ۱۱۶ مرد و بیش از سه صد اسب و قاطر بود، را بر عهده بگیرد.
این گروه در نوامبر ۱۸۲۵ به سانتا فی رسیده و در آنجا از فرماندار دادخواست نمودند تا اجازه شکار سگ آبی در امتداد رود هیلا به آنها داده شود. درخواست آنها در مرتبه اول رد شد، اما جیمز ادعا نمود که، پس از نجات دادن دختر فرماندار از نزد یک باند محلی در مسکلیروو، مجوز شکار سگ آبی به گروه اعطاء گردید. با این همه، به احتمال زیاد این داستان ساختگی بوده و پاتی‌ها به‌طور غیرقانونی به شکار در امتداد رود هیلا ادامه دادند.
سیلوستر، جیمز و سه راهنما از سانتا فی در امتداد رود ریو گرانده به سمت جنوب سفر نموده و بعد به حرکت خود به سمت غرب تا معادن مس سانتا ریتو ادامه دادند، جاییکه آنها برای مدتی کوتاه برای تهیه تدارکات توقف نمودند. آنها زمستان را مشغول شکار سگ آبی بوده و به سمت غرب تا دوراهی رود سالت در نزدیکی فینیکس امروزی سفر کردند، اما موفقیتی چندانی نداشتند. گروه با خرس‌ها، باندهای کوچک مهاجمین هندی و رفت و برگشت بیماری‌ها و گرسنگی مواجه شدند و تا اوایل ۱۸۲۶ میلادی آنها به خوردن اسب‌های خودشان و همچنین خرس خاکستری روی آورده بودند. در ماه‌های نخستین ۱۸۲۶ به شانس آنها افزوده شده و گروه تا اواخر ماه مارس توانستند صدها خز در امتداد دریا به‌دست بی‌آورند و امیدوار بودند تا پس از به‌دست آوردن اسب‌های بارکش مورد نیاز خود به خانه بازگردند.
در آوریل، پاتی‌ها دوباره به معدن سانتا ریتا بازگشتند، جاییکه مالک معدن کنترل عملیات را به سیلوستر پیشنهاد کرد. پدر پاتی تا ۱۸۲۷ میلادی امور معدن را با دو شریک به‌طور سودآوری به پیش برد و جیمز به تنهایی به شکار مشغول شد.

### ۱۸۲۶ – ۱۸۲۷ میلادی: رودخانه کلرادو
در ژوئن ۱۸۲۶، پاتی ادعا می‌نماید که در سفری اکتشافی در امتداد رود هیلا تا دوراهی سانت پدرو شرکت نمود تا خزهای شکار شده را بازگرداند. هرچند این سفر اکتشافی در حقیقت انجام شده بود، اما به احتمال زیاد پاتی در آن حضور نداشت، چون در این ایام او به عنوان شاهد در سفته‌ای که در ۱۴ ژوئن در معدن به امضاء رسید حضور داشت. این سفر اکتشافی در اوایل ژوئیه بدون حصول حتی یک خز دوباره برگشت، چون آنها دریافتند که هندی‌ها قبلاً خزهای شکار شده را که احتمالاً هزارها دلار ارزش داشتند، با خود برده بودند.
چون هنوز چندین ماه به فصل شکار خز در خزان باقی مانده بود، پاتی تابستان ۱۸۲۶ را در معدن مشغول کار بود و به‌خاطر محافظت از معدن در مقابل یورش‌های قبیله آپاچی، روزانه یک دلار مزد دریافت می‌کرد. پاتی چندین مهارت ارزشمند را از تعامل خود با افراد مختلفی که از منطقه سانتا ریتا عبور می‌کردند آموخت، وی همچنین ادعا نمود که تکلم به زبان اسپانیای را در طی چند ماه از خوان اونیس که قبلاً مسئول مدیریت معدن را به عهده داشت، یادگرفت. در نهایت، پاتی به حدی روان به زبان اسپانیایی صحبت می‌کرد که در سفرهای بعدی خود به عنوان مترجم نیز خدمت می‌کرد. افزون بر آن، پاتی حالا می‌توانست قبیله‌های بومی مختلف جنوب‌غرب را از هم تفکیک نماید، مهارتی که در سفرهای بعدی شکار خز وی برای او مفید واقع شد.
علی‌رغم اصرار ورزی پدرش مبنی بر اینکه جیمز در طول زمستان در معدن کار کند، پاتی سفر خود را در ژانویه ۱۸۲۷ آغاز نموده و تصمیم داشت تا به رود هیلا و دو شاخه آن با رود کلرادو سفر کند. گروه اکتشافی، قبل از اینکه چندین مایل در امتداد دریا سفر کنند، چندین روز را در روستایی در صحرای یوما در دهانه رود کلرادو سپری نموده و مشغول گردآوری تدارکات بودند و در آنجا با گروهی از هندی‌های ماریکوپا ملاقات نموده و تجارت نمودند. یک هفته بعد، گروه با یک باند موهاوی مواجه شدند، گروهی که جیمز و یک شکارچی دیگر به‌نام جورج یونت در مورد آنها شنیده بودند و نیت گروه را خصمانه می‌دیدند. باند موهاوی، قرار پیش‌بینی، صبح‌گاه همان روزی که گروه پاتی به آنجا رسیدند بر آنها حمله نمودند، اما موهاوی‌ها به آسانی عقب رانده شدند.
پس از درگیری با باند موهاوی، گزارش پاتی در مورد سفر اکتشافی به‌طور غیرمعمولی مبهم می‌شود، به‌ویژه در رابطه با فاصله بسیار طولانی که به ادعای او، این گروه اکتشافی طی نمود. پس از سفر از کلرادو به‌سوی قلمرو ناواهو، ادعا می‌شود که این سفر اکتشافی از آب پخشان اقلیمی آمریکا عبور و به سمت شمال حرکت نمود و در امتداد رودهای پلت، بیگهورن و یلواستون به تله‌اندازی پرداخت. پاتی ادعا می‌نماید، قبل از اینکه گروه به روستایی از قوم زونی در غرب نیومکزیکو برسد، به حرکت خود به سمت شمال ادامه داده و تا رود کلارک فورک در رود کلمبیا که در مونتانی امروزی واقع شده‌است، پیش رفت. چون این سفر شامل طی کردن حدود ۲٬۰۰۰ مایل در ۸۵ روز است، گزارش پاتی در واقع کاملاً نادرست است. با در نظر داشت تمامی احتمالات، پاتی تنها نام دریاهای را که از سایر شکارچیان شنیده بود در گزارش خود بازگویی می‌کرد و گروه اکتشافی وی تنها فاصله اندکی را از رود کلرادو طی نموده و به گرند کنیون گذار ناپذیر رسیدند.
زمانی که گروه به روستای مردمان زونی رسید، بیشتر اعضای آن مُرده بود و کسانی که زنده مانده بودند نیز با گرسنگی دست و پنجه نرم می‌کردند. با این همه، سفر اکتشافی آنها یک موفقیت سترگ پنداشته می‌شد، چون آنها با محموله‌ای از خز که حدود ۲۰٬۰۰۰ دلار ارزش داشت، برگشتند. با این حال، هنگامی که گروه در ماه اوت به سانتا فی رسیدند، سربازان خزهای آنها را به دستور فرماندار سانتا فی که گروه را به شکار بدون مجوز متهم کرده بود، ضبط نمودند.

### ۱۸۲۷ – ۱۸۲۸ میلادی: رودهای پکوس، هیلا و کلرادو
هر چند تاریخ‌های که پاتی در مورد سفرهای خود در بهار و تابستان ۱۸۲۷ ارایه می‌نماید، گیج‌کننده و احتمالاً نادرست است، اما او در واقع پس از اینکه به سانتا فی رسید، در تلاشی برای جبران کردن کالاهای از دست رفته خود، یک مسافرت شکار کوتاه‌مدت در امتداد رود پکوس را رهبری کرد.

## ارجاعات
1. ↑  Hafen (1966), p. 232
2. ↑  Hafen (1966), pp. 249-250
3. ↑  Batman (1984), p. 8
4. ↑  Batman (1984), p. 20
5. ↑  Coblentz, Stanton A. (1961). The Swallowing Wilderness: The Life of a Frontiersman: James Ohio Pattie. Thomas Yoseloff. pp. 11.
6. ↑  Kroeber (1964), p. 120.
7. ↑  Bechdolt (1930), pp. 125–26
8. ↑  Hafen (1966), pp. 233-234.
9. ↑  Pattie (1831), pp. 50–52.
10. ↑  Batman (1984), pp. 116-118.
11. ↑  Batman (1984), p. 126.
12. ↑  Batman (1984), pp. 129-130.
13. ↑  Pattie (1831), p. 55.
14. ↑  "Santa Rita del Cobre – New Mexico History.org" (به انگلیسی). Retrieved 2020-03-31.
15. 1 2  Pattie (1831), p. 74.
16. ↑  Batman (1984), p. 146.
17. ↑  Batman (1984), p. 147.
18. ↑  Hafen (1966), p. 236.
19. ↑  Batman (1984), p. 148.
20. ↑  Batman (1984), p. 185.
21. ↑  Pattie (1831), p. 81.
22. ↑  Batman (1984), p. 175.
23. ↑  Hafen (1966), p. 239.
24. ↑  Batman (1984), p. 177.
25. ↑  Pattie (1831), p. 100.
26. ↑  Kroeber (1964), pp. 131–32.
27. 1 2  Batman (1984), p. 180.
28. ↑  Pattie (1831), p. 102.
29. ↑  Pattie (1831), p. 115.